# モストウの剛性定理
数学において、モストウの剛性定理(Mostow's rigidity theorem)、あるいは強剛性定理(strong rigidity theorem)、モストウ・パラサードの剛性定理(Mostow–Prasad rigidity theorem)は、次元が 3 以上の有限体積の双曲多様体は、その基本群により決定され、従って一意となるという定理である。定理は閉多様体に対して  Mostow (1968) で証明され、3次元の有限体積の双曲多様体に対しては Marden (1974) で、少くとも次元が 3 以上である多様体に対しては  Prasad (1973) で拡張された。Gromov (1981) は、グロモフノルム(Gromov norm)を使い、別な証明を与えた。
Weil (1960, 1962) は、密接に関連する定理を証明した。特に、この定理は少くとも次元 3以上の双曲空間のアイソトピック群の余コンパクト離散群は、非自明な変形を持たないことを意味する。
モストウの剛性定理は ( n > 2 に対し) 有限体積を持つ双曲 n-次元多様体の変形空間が、一点であることを示している。また、種数が g > 1 である双曲曲面に対して、次元 6g − 6 のモジュライ空間が存在し、（微分同相を同一視した）定曲率な計量をパラメトライズする。（このことはタイヒミューラー理論(Teichmüller theory)において重要な事実である。）3次元では、双曲デーン手術(hyperbolic Dehn surgery)定理と呼ばれるウィリアム・サーストンの「非剛性」定理が存在する。この定理は、同相写像の型が許される限りの有限体積の多様体上の双曲構造を変形することから帰結する。加えて、「無限」体積の多様体上の双曲構造の変形空間の豊かな理論も存在する。

## 定理
定理は、幾何学的定式化と、代数的定式化がある。

### 幾何学的な形
モストウの剛性定理は次のように言うことができる。
n > 2 とし M と N を完備な有限体積の双曲 n-次元多様体とする。同型 ƒ : π1(M) → π1(N) が存在すると、この同型は M から N への一意なアイソトロピック写像により引き起こされる。ここに、π1(M) は多様体 M の基本群である。
剛性定理の別のバージョンは、M から N への任意のホモトピー同値は一意なアイソトロピック写像にホモトピックとすることができるというバージョンである。証明は、実際、N が M より大きな次元であると、それらの間のホモトピー同値は存在しないことから導かれる。

### 代数的な形
幾何学的な形と同値な定式化として、
n > 2  とし、 H を双曲 n-次元空間とする。Γ と Δ を商 H/Γ と H/Δ が有限体積を持つような H のアイソメトリック群の離散部分群(discrete subgroup)とすると、Γ と Δ は離散群として同型であれば、それらは共役である。

## 応用
（ n > 2 に対し）有限体積の双曲 n-次元多様体 M のアイソトロピック同型群は有限群で、Out(π1(M)) に同型である。
モストウの剛性定理は、サーストン(Thurston)の三角平面グラフの円パッキング表現(circle packing representations)の一意性の証明にも使われた。